# Ингибиторы обратной транскриптазы
Ингибиторы обратной транскриптазы — класс антивирусных препаратов, использующихся в лечении ВИЧ-инфекции, гепатита C и других вирусных заболеваний. Ингибиторы обратной транскриптазы подавляют активность обратной транскриптазы, которая необходима для репликации вируса иммунодефицита и других вирусов. Могут иметь структурное сходство как с нуклеотидными основаниями (нуклеозидные ингибиторы обратной транскриптазы), так и быть отличными по строению (ненуклеозидные ингибиторы обратной транскриптазы).

## Нуклеозидные аналоги ингибиторов обратной транскриптазы (NARTIs или NRTIs)
Нуклеозидные аналоги ингибиторов обратной транскриптазы (NARTIs или NRTI) составляют первый класс разработанных антиретровирусных препаратов. Чтобы быть включенными в вирусную ДНК, NRTI должны быть активированы в клетке путем добавления трех фосфатных групп к их дезоксирибозному фрагменту с образованием трифосфатов NRTI. Эта стадия фосфорилирования осуществляется ферментами клеточной киназы. NRTI могут вызывать нарушение функции митохондрий, что приводит к ряду побочных эффектов, включая симптоматический лактоацидоз.
- Зидовудин, также называемый AZT, ZDV и азидотимидин, имеет торговое название Ретровир. Зидовудин был первым антиретровирусным препаратом, одобренным FDA для лечения ВИЧ.
- Диданозин, также называемый ddI, с торговыми названиями Videx и Videx EC, был вторым антиретровирусным препаратом, одобренным FDA. Это аналог аденозина.
- Залцитабин, также называемый ddC и дидеоксицитидином, имеет торговое название Hivid. Этот препарат был снят с производства производителем.
- Ставудин, также называемый d4T, имеет торговые названия Zerit и Zerit XR.
- Ламивудин, также называемый 3TC, имеет торговые названия Zeffix и Epivir. Он одобрен для лечения как ВИЧ, так и гепатита В.
- Абакавир, также называемый ABC, имеет торговое название Ziagen, является аналогом гуанозина.
- Эмтрицитабин, также называемый FTC, имеет торговое название Emtriva (ранее Coviracil). Структурно сходный с ламивудином, он одобрен для лечения ВИЧ и проходит клинические испытания при гепатите В.
- Энтекавир, также называемый ETV, представляет собой аналог гуанозина, используемый при гепатите В под торговой маркой Baraclude. Он не одобрен для лечения ВИЧ.
- Тенофовир/эмтрицитабин, торговая марка Трувада, изготовленная из эмтрицитабина и тенофовира дизопроксила фумарата, используется для лечения и профилактики ВИЧ. Он одобрен для профилактики ВИЧ в США и производится компанией Gilead.
- Азвудин, также называемый RO-0622. Он был исследован как возможное средство для лечения СПИДа, гепатита С и Sars-Cov-2